# クロスアームブロック
クロスアームブロック（十字ブロック）は、ボクシングにおける防御技術の一種。名称の由来は腕を胸元で交差するように構えることから。

## 概要
クロスアームブロックの歴史は非常に古く、19世紀末頃から20世紀初頭に隆盛した「スタンド・アンド・ファイト」と呼ばれるスタイルの中で高い効果を発揮する強固な防御体勢として知られた。これはクインズベリー・ルールの制定によりベアナックル・ボクシング時代に存在した頭突きや目突きなどの危険な技が禁止され、組み付く行為にも厳しい制限が設けられたためである。その後はアウトボクシングやフットワークといった「打たせずに打つ」技術が発展するに伴い、攻防のバリエーションが少なく軽快さも乏しいクロスアームブロックはスタイルとしては衰退した。ただし、現在のボクサーにもミゲール・コットの様にインファイトの最中、瞬間的にクロスアームブロックの態勢を取る選手は存在する。
頭を下げ、元ほどの高さに構えた腕を胸元で交差させる、アッパーやボディなど下からのパンチを腕で防ぎ、ストレートやフックはウィービングなどで回避する。個人差があるが、利き手ではない方の腕を前にして組む場合が多い。
長所として顔面を強固に防御でき、パンチの左右を問わず体重を乗せやすいことからインファイトでは非常に有効である。短所としては構えの構造上ジャブが使いにくく、正対した攻防に特化しているためアウトボクシングには不向きな点が挙げられる。
主な使い手としては、元世界ライトヘビー級チャンピオンのアーチー・ムーア、メキシコ五輪金メダリストで元世界ヘビー級チャンピオンのジョージ・フォアマンなどが有名。

## その他
特徴的な構えと強固なディフェンスという性質から、フィクションで時折クロスアームブロックが登場する。
- 『修羅の門』
ボクシング編に登場するプロボクサー、ジャージィ・ローマンがクロスアームブロックを使用。「神の声」と呼ばれる驚異的な先読みであらゆる攻撃を正確にパリングする。ローマンのモデルはジョージ・フォアマンである。
- 『はじめの一歩』
強固なディフェンススタイルの代表格としてしばしば名を挙げられ、主人公を含めた登場人物が試合中、緊急回避的な手段として使用するシーンがある。また作中での説明で挙げられたボクサーはやはりジョージ・フォアマン。